# Anderson-Vieraugenbeutelratte
Die Anderson-Vieraugenbeutelratte (Philander andersoni) ist eine Beutelsäugerart aus der Familie der Beutelratten (Didelphidae). Sie kommt im Regenwald im nordwestlichen Südamerika vor. Das Verbreitungsgebiet umfasst das südöstliche Kolumbien, das südliche Venezuela (Bundesstaaten Bolívar und Amazonas), das westliche Brasilien (Bundesstaaten Amazonas und Acre), sowie die Gebiete östlich der Anden in Ecuador und im Norden und in der Mitte von Peru.

## Beschreibung

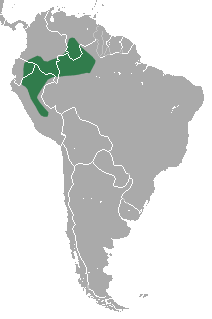
Das Verbreitungsgebiet im nordwestlichen Südamerika

Die Anderson-Vieraugenbeutelratte erreicht eine Kopf-Rumpf-Länge von 22,3 bis 30,7 cm und ein Gewicht von 225 bis 600 g. Der Schwanz wird 25,5 bis 33,2 cm lang und erreicht damit etwa 110 % der Kopf-Rumpf-Länge. Die Schwarze Vieraugenbeutelratte hat ein dunkelgraues Fell mit einem auffälligen, vom Nacken bis zur Schwanzbasis reichenden, 3 bis 4 cm breiten Streifen auf dem Rücken. Die Wangen und die für die Gattung Philander charakteristischen Flecken über den Augen sind cremefarben. Ein farblich abgesetzter Streifen auf der Schnauzenmitte ist nicht vorhanden. Die Ohren sind hellbraun mit einem hellen, cremefarbenen Fleck an ihrer Basis. Das Bauchfell ist cremefarben oder hellgrau. Die Füße sind schwarz. Insgesamt ist das Fell dicht, die Haare sind etwa 10 mm lang. Die körpernahen 18 % des Schwanzes sind behaart, der Rest nackt. Das letzte Schwanzdrittel ist weiß. Weibchen haben einen vollständig ausgebildeten Beutel mit insgesamt sieben Zitzen, je drei rechts und links und einen mittig liegenden. Beide Geschlechter können an der Form ihres Kopfes unterschieden werden.

## Lebensweise
Die Anderson-Vieraugenbeutelratte ist ein einzelgängerischer, nachtaktiver Regenwaldbewohner. In Kolumbien wird sie bis in Höhen von 500 m gefunden. Sie lebt sowohl auf Bäumen als auch auf dem Erdboden. Ihre Ernährung ist noch nicht erforscht worden. Die Fortpflanzungszeit erstreckt sich von März bis Oktober. Weibchen, die in dieser Zeit gefangen wurden, hatten zwei bis vier Jungtiere im Beutel. Die IUCN schätzt sie als ungefährdet ein, da sie weit verbreitet und häufig ist und auch in verschiedenen Schutzgebieten vorkommt.

## Systematik
Die Anderson-Vieraugenbeutelratte wird als eigenständige Art in die Vieraugenbeutelratten (Gattung Philander) eingeordnet. Die wissenschaftliche Erstbeschreibung stammt von Wilfred Hudson Osgood aus dem Jahr 1913, der sie nach dem Forschungsreisenden und Tiersammler Malcolm Playfair Anderson benannte.

## Belege
1. ↑  Bo Beolens, Michael Grayson, Michael Watkins: The Eponym Dictionary of Mammals. Johns Hopkins University Press, 2009; S. 12; ISBN 978-0-8018-9304-9.